# Тупапа Мараэренга
«Тупапа Мараэренга» (англ. Tupapa Maraerenga Football Club, кук. Tupapa Maraerenga Football Club) — футбольный клуб с Островов Кука. Основан в 1991 году. Выступает в высшей лиге. Домашние матчи проводит на стадионе Виктория Парк, вмещающем 1000 зрителей.

## История
Клуб был основан в 1991 году. Команда является одной из сильнейших на Островах Кука. Тупапа за всю историю существования 10 раз выигрывала национальный чемпионат и 6 раз кубок. Последним выигранным сезоном стал 2012. По его итогам Тупапа получила право сыграть в квалификации Лиги чемпионов ОФК 2012/2013. Первый групповой этап Тупапа выиграла, обыграв Киви, Лотоха’апаи Юнайтед и Паго Ют. Однако в плей-офф за выход в групповой этап уступила новокаленодскому Мон-Дору.

## Достижения
- Чемпионат Островов Кука: 19

1992, 1993, 1998, 2001, 2002, 2003, 2007, 2010, 2011, 2012, 2014, 2015, 2017, 2018, 2019, 2020, 2022, 2023, 2024.
- Кубок Островов Кука: 9

1978, 1998-99, 1999-00, 2001, 2004, 2009, 2013, 2015, 2018